# Paul von Baumgarten
Paul Clemens von Baumgarten, född 28 augusti 1848 i Dresden, död 1928 i Tübingen, var en tysk patolog och bakteriolog.
Baumgarten blev medicine doktor i Leipzig 1873, prosektor vid patologiska institutet i Königsberg 1874, extraordinarie professor där 1881 och slutligen ordinarie professor i Tübingen 1889, där han verkade fram till sin död. Baumgarten var en av sin tids ledande tyska patologer. Han upptäckte samtidigt med och oberoende av Robert Koch tuberkelbacillen. Hans Lehrbuch die pathogenen Bakterien publicerades i många upplagor på skilda språk.